# Vadim Jevsejev
Vadim Valentinovitsj Jevsejev (Russisch: Вади́м Валенти́нович Евсе́ев) (Mytisjtsji, 8 januari 1976) is een Russisch voetbalcoach en voormalig voetballer die speelde als rechtsachter. Sinds 2019 is Jevsejev coach van FK Oefa.

## Clubcarrière
Vadim Jevsejev behaalde succes als speler van achtereenvolgens Spartak Moskou (1993–1999) en Lokomotiv Moskou (2000–2006). In totaal won hij zes maal de Premjer-Liga, de hoogste Russische voetbalcompetitie; vier keer met Spartak en twee keer met Lokomotiv. Jevsejev heeft met Lokomotiv het Spaanse Barcelona, het Turkse Galatasaray en het Belgische Club Brugge bekampt tijdens de eerste groepsfase van de UEFA Champions League 2002/03. Destijds werden nog twee groepsfases gespeeld. Jevsejev bereikte met Lokomotiv, als tweede in een sterke groep, samen met Barça de tweede groepsfase. Daarin werd het onderspit gedelfd tegen topploegen AC Milan en Real Madrid. Ook Borussia Dortmund zat in die groep en moest het toernooi verlaten, als derde in de eindstand. Club Brugge kwam telkens niet verder dan 0–0 tegen Lokomotiv en Jevsejev, een vaste waarde bij de Russische topclub. Bovendien staat de Russische voetbalbeker op zijn palmares; éénmalig met Spartak (1998) en twee keer met Lokomotiv (2000 en 2001).
In 2006 verliet hij Lokomotiv Moskou. Jevsejev bleef actief in de hoofdstad, voor Torpedo Moskou (2007) en Satoern Ramenskoje (2007–2010). In 2011 speelde hij 25 competitiewedstrijden voor Tarpeda-BelAZ Zjodzina, een Wit-Russische topclub. Jevsejev zette een punt achter zijn profcarrière bij FK Arsenal Toela in 2012.

## Interlandcarrière
Jevsejev is een 20-voudig international in het Russisch voetbalelftal. Op 19 november 2003 scoorde Jevsejev zijn enige interlanddoelpunt voor Rusland, tegen Wales in het Millennium Stadium te Cardiff. Het was een belangrijke goal want ze zorgde er voor dat Rusland zich kwalificeerde voor EURO 2004 te Portugal. Na de wedstrijd was vooral veel te doen om de manier waarop Jevsejev zijn goal vierde (Russische godslastering). De bondscoach van Rusland, Georgi Jartsev, nam Jevsejev mee naar het eindtoernooi. Met dank aan het doelpunt van Jevsejev zou Rusland een groep delen met gastland Portugal, Spanje en de verrassende winnaar Griekenland. Rusland wist hiertegen te winnen op de laatste speeldag van de groepsfase bij gratie van haar voor het overige niet thuisgevende spitsen Dmitri Kirisjenko en Dmitri Boelykin (2–1) , maar was uitgeschakeld na eerdere nederlagen tegen Spanje (1–0) en Portugal (0–2). Spanje moest ook naar huis.

## Trainerscarrière
Nadat hij in 2012 zijn profcarrière beëindigde, ambieerde Jevsejev een carrière als trainer. Echter was hij al vaker gewoon assistent zoals bij eersteklassers Amkar Perm en Anzji Machatsjkala. In 2019 volgde Jevsejev zijn voormalig ploeggenoot Dmitri Kirisjenko op als coach van FK Oefa.

## Erelijst
| Competitie             |                |                        |                |                |
| Competitie             | Aantal         | Jaren                  |                |                |
| Spartak Moskou         | Spartak Moskou | Spartak Moskou         | Spartak Moskou | Spartak Moskou |
| ---------------------- | -------------- | ---------------------- | -------------- | -------------- |
| Premjer-Liga           | 4x             | 1996, 1997, 1998, 1999 |                |                |
| Russische voetbalbeker | 1x             | 1998                   |                |                |
| Lokomotiv Moskou       |                |                        |                |                |
| Premjer-Liga           | 2x             | 2002, 2004             |                |                |
| Russische voetbalbeker | 2x             | 2000, 2001             |                |                |
| Russische supercup     | 1x             | 2003                   |                |                |

1 Ovtsjinnikov ·
2 Radimov ·
3 Sytsjov ·
4 Smertin  ·
5 Karjaka ·
6 Semsjov ·
7 Izmailov ·
8 Goesev ·
9 Boelykin ·
10 Mostovoj ·
11 Kerzjakov ·
12 Malafejev ·
13 Sjaronov ·
14 Anjoekov ·
15 Alenitsjev ·
16 Jevsejev ·
17 Sennikov ·
18 Kirisjenko ·
19 Bystrov ·
20 Loskov ·
21 Boegajev ·
22 Aldonin ·
23 Akinfejev ·
Coach: Jartsev